# Radio Umut
Radio Umut war ein „Türkü“-Sender in Antalya. Ab dem 15. August 1995 sendete Radio Umut auf der UKW-Frequenz 87,6 MHz in Frequenzmodulation (FM) sowie als Webradio vorwiegend türkische Volksmusik. Der Sender wurde per Erlass vom 27. Juli 2016 geschlossen.